# Smithorchis
Smithorchis é um género botânico pertencente à família das orquídeas (Orchidaceae).